# حدبة إسكية
قالب:مقدمة تشريح
الحدبة الإسكِيّة (بالإنجليزية: Ischial tuberosity) هي نتوء عظمي كبير يقع في الجزء السفلي من عظم الإسك، أحد العظام الثلاثة التي تُكوّن عظم الحوض. تُعرف أيضًا باسم عظمة الجلوس لأنها تتحمل وزن الجسم أثناء الجلوس، وتشكل نقطة ارتكاز رئيسية للعديد من العضلات والأربطة.

## الموقع التشريحي
تقع الحدبة الإسكِيّة في الجزء السفلي والخلفي من عظم الإسك، ويمكن الإحساس بها عند الجلوس على سطح صلب. تُعدّ جزءًا من الحوض العظمي وتشكل أحد المكونات البنيوية الهامة لوضعية الجلوس لدى الإنسان.

## الارتباطات العضلية
تُعد الحدبة الإسكِيّة نقطة منشأ أو ارتباط لعدة عضلات هامة في الطرف السفلي، منها:
- العضلة ذات الرأسين الفخذية (الرأس الطويل)
- العضلة نصف الوترية
- العضلة نصف الغشائية
- العضلة المقربة الكبرى (الرأس الرأسي)

## الوظيفة
تلعب الحدبة الإسكِيّة دورًا رئيسيًا في:
- تحمل وزن الجسم أثناء الجلوس.
- دعم العضلات والأربطة الخلفية للفخذ.
- المساهمة في ثني الورك ومدّ الركبة عبر العضلات المرتبطة بها.[1]

## الأهمية السريرية
- قد تتعرض الحدبة الإسكِيّة للالتهاب أو الألم نتيجة الضغط الطويل أو الإصابات الرياضية، وهو ما يُعرف بـ متلازمة الحدبة الإسكِيّة (Ischial Bursitis).[4]
- أحيانًا تكون عرضة للكسر في حالات السقوط أو الحوادث، خاصة عند الرياضيين.

## صور توضيحية

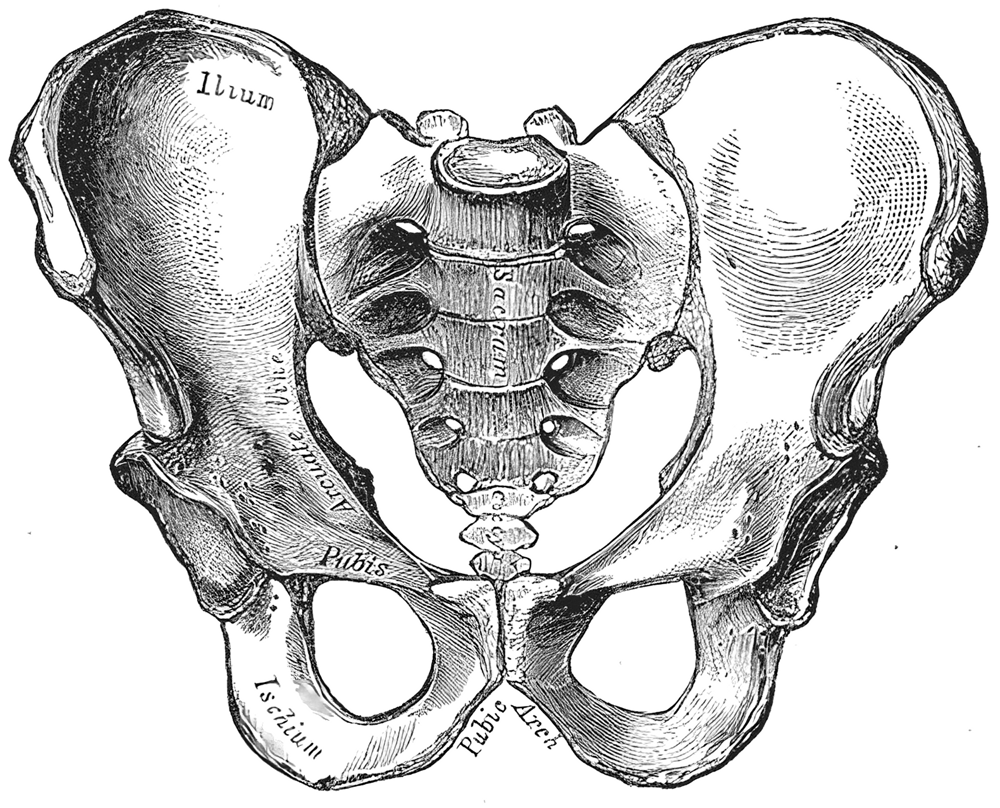
عظم الورك من الجهة الجانبية، الحدبة الإسكِيّة تظهر بوضوح (رقم 17)

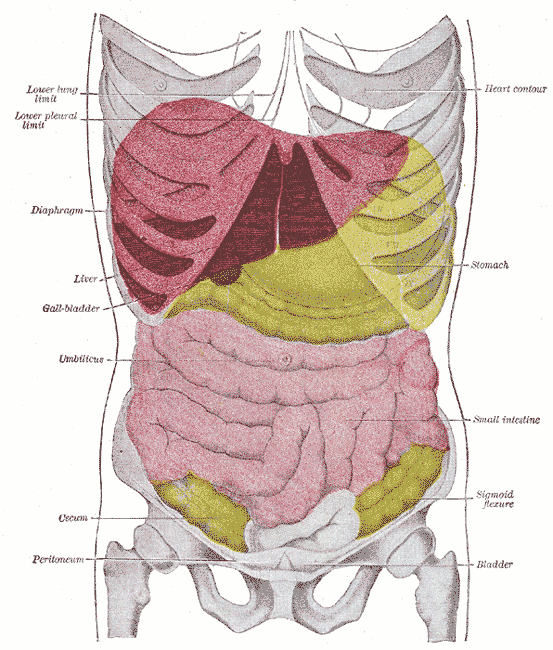
عظام الحوض من الخلف، الحدبة الإسكِيّة تظهر كجزء سفلي واضح

## وصلات خارجية
- Kenhub – Ischial Tuberosity
- Radiopaedia – Ischial tuberosity